# 1643
1643 (MDCXLIII) byl rok, který dle gregoriánského kalendáře započal čtvrtkem.

## Události
- 14. květen – Ludvík XIV. usedá na francouzský trůn.
- 18. květen – kardinál Mazarin se stal prvním ministrem Francie.
- 18.–19. květen – bitva u Rocroi, Francouzi pod vedením Ludvíka II. zničili španělské vojsko
- 1.–9. září – první švédské obléhání Brna vojskem pod vedením generála Lennarta Torstensona
- 24. listopad – bitva u Tuttlingenu, císařská vojska France de Mercyho porazili francouzské jednotky

### Probíhající události
- 1568–1648 – Nizozemská revoluce
- 1568–1648 – Osmdesátiletá válka
- 1618–1648 – Třicetiletá válka
- 1635–1659 – Francouzsko-španělská válka
- 1642–1651 – Anglická občanská válka
- 1643–1645 – Kieftova válka

## Narození

#### Česko
- 03. února – Jan Barner, český jezuita, náboženský spisovatel († 25. dubna 1708)
- 09. května – Václav Vojtěch ze Šternberka, šlechtic († 25. ledna 1708)
- 23. května – Jaroslav Ignác Šternberk, litoměřický biskup († 12. dubna 1709)
- 03. července – Jan Arnošt z Thun-Hohensteinu, šlechtic a biskup († 20. dubna 1709)
- 15. října – Karel Maxmilián Thurn-Valsassina, italský šlechtic působící na Moravě († 8. června 1716)
- neznámé datum
  - Mikuláš Wentzely, český skladatel chrámové hudby († 1722)

#### Svět
- 04. ledna – Isaac Newton, anglický fyzik, matematik, astronom († 31. března 1728)
- 25. února – Ahmed II., osmanský sultán († 6. února 1695)
- 23. března – María de León y Delgado, španělská jeptiška a mystička († 15. února 1731)
- 29. března – Louis Phélypeaux, hrabě de Pontchartrain, francouzský šlechtic († 22. prosince 1727)
- 03. dubna – Karel V. Lotrinský, lotrinský vévoda († 18. dubna 1690)
- 03. května – Georg Franck von Franckenau, německý lékař a botanik († 6. června 1704)
- 24. května – John Mayow, anglický chemik a fyzik († září 1679)
- 29. července – Jindřich Jules Bourbon-Condé, francouzský šlechtic a kníže z Condé († 1. dubna 1709)
- 21. srpna – Alfons VI. Portugalský, portugalský král († 12. září 1683)
- 22. listopadu – René Robert Cavelier de La Salle, francouzský cestovatel († 19. března 1687)
- 10. prosince – pokřtěn Johann Adam Reincken, německo-nizozemský varhaník a hudební skladatel († 24. listopadu 1722)
- neznámé datum
  - Marc-Antoine Charpentier, francouzský hudební skladatel období baroka († 24. února 1704)
  - Filip, rytíř de Lorraine-Armagnac, milenec Filipa I. Orleánského († 8. prosince 1702)
  - Helena Zrínská, poslední členka chorvatského rodu Zríských († 18. února 1703)

## Úmrtí

#### Česko
- 16. května – Albrecht Chanovský z Dlouhé Vsi, český kněz a misionář (* 1581)
- 13. října – Bedřich z Talenberka, poslední prezident apelačního soudu před Bílou horou
- neznámé datum
  - Maxmilián z Lichtenštejna, moravsko-rakouský šlechtic (* 1578)
  - Pertold Bohobud z Lipé, moravský šlechtic z rodu pánů z Lipé (* 1590)

#### Svět
- 15. února – Juliana Nasavsko-Dillenburská, hesensko-kasselská lankraběnka (* 3. září 1587)
- 01. března – Girolamo Frescobaldi, italský hudební skladatel a varhaník (* září 1583)
- 20. dubna – Christoph Demantius, německý hudební skladatel, spisovatel a básník (* 15. prosince 1567)
- 14. května – Ludvík XIII., francouzský král (* 27. září 1601)
- 09. června – Frang Bardhi, albánský katolický biskup a učenec (* 1606)
- 21. září – Chuang Tchaj-ťi, první císař dynastie Čching (* 28. listopadu 1592)
- 06. října – Jean Duvergier de Hauranne, francouzský římskokatolický kněz (* 1581)
- 03. listopadu – Paul Guldin, švýcarský kněz, astronom, fyzik a matematik (* 12. červen 1577)
- 29. listopadu – Claudio Monteverdi, italský skladatel (* 15. května 1567)
- neznámé datum
  - září – Miantonomo, náčelník severoamerického indiánského kmene Narragansettů (* 1600)
  - Sophia Braheová, dánská šlechtična a badatelka, sestra Ticha de Brahe (* 1556/59)
  - Ottavio Farnese, italský šlechtic (* 20. prosince 1598)

## Hlavy států
- Anglie – Karel I. (1625–1649)
- Francie – Ludvík XIII. (1610–1643) / Ludvík XIV. (1643–1715)
- Habsburská monarchie – Ferdinand III. (1637–1657)
- Osmanská říše – Ibrahim I. (1640–1648)
- Polsko-litevská unie – Vladislav IV. Vasa (1632–1648)
- Rusko – Michail I. (1613–1645)
- Španělsko – Filip IV. (1621–1665)
- Švédsko – Kristýna I. (1632–1654)
- Papež – Urban VIII. (1623–1644)
- Perská říše – Abbás II.